# Mahonia nevinii
Mahonia nevinii (A.Gray) Fedde(sin. Berberis nevinii) es una especie de planta de flores perteneciente a la familia Berberidaceae.

## Hábitat
Es una planta endémica del sur de California, donde crece en chaparral en cañones o pie de colinas. Está incluido en peligro de extinción ya que solo existen unos 500 ejemplares en vida silvestre, aunque está ampliamente cultivada en parques y jardines.

## Descripción
Es un arbusto erecto que alcanza los cuatro metros de altura. Tiene un denso follaje de hojas de color verde oscuro a verde azulado con dientes espinosos. Las flores se producen en racimos de  3 a 5 de color amarillo brillante. El fruto es una baya esférica de color rojo.